# Duane Jones
Duane L. Jones (Nueva York, 2 de febrero de 1937-Mineola, 22 de julio de 1988) fue un actor norteamericano conocido por su papel principal como Ben en la película de terror de 1968 La noche de los muertos vivientes. Fue director del Teatro Maguire de la Universidad Estatal de Nueva York en Old Westbury, y director artístico del Richard Allen Center for Culture and Art (RACCA)  en Manhattan.

## Biografía

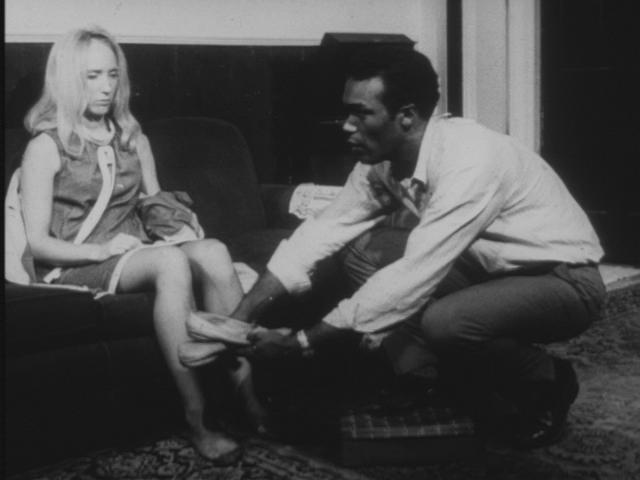
Jones al lado de Judith O'Dea en Noche de los muertos vivientes.

Jones nació el 2 de febrero de 1937 en Nueva York, Estados Unidos, hijo de Mildred Gordon Jones y hermano de Marva Brooks y Henry L. Jones. Estudió interpretación tras graduarse en la Universidad de París. 
Su papel en la película de 1968, La noche de los muertos vivientes, fue la primera vez que una persona negra interpreta el papel de protagonista en una película de terror. En aquella época elegir a un hombre negro como protagonista de una película donde el resto de personajes eran blancos se consideraba potencialmente controvertido. Mientras algunos consideraron esta elección como algo a tener en cuenta, el director de la película aclaró que «simplemente Jones hizo la mejor audición para el papel». 
Impartió clases de actuación en la Academia Americana de Arte Dramático (American Academy of Dramatic Arts). Como director ejecutivo del Richard Allen Center for Culture and Art (RACCA) impulsó el teatro afroamericano. Tras dejar la Academia Americana de Arte Dramático impartió clases privadas en Manhattan a estudiantes previamente invitados. Los estudiantes que elegía provenían de todo tipo de etnias.

### Muerte
Jones murió de un paro cardiorrespiratorio en el Winthrop-University Hospital de Mineola, Long Island, el 22 de julio de 1988, a la edad de 51 años.

## Legado
- La sala de conciertos Duane L. Jones de la Universidad Estatal de Nueva York en Old Westbury tiene ese nombre en su honor.[3]
- En la novela gráfica The Walking Dead, uno de los personajes se llama Duane Jones.

## Filmografía
| Cine | Cine                              | Cine              | Cine |
| Año  | Película                          | Papel             |      |
| ---- | --------------------------------- | ----------------- | ---- |
| 1968 | La noche de los muertos vivientes | Ben               |      |
| 1973 | Ganja Y Hess                      | Doctor Hess Green |      |
| 1982 | Losing Ground                     | Duque             |      |
| 1984 | Beat Street                       | Robert            |      |
| 1986 | Vampires                          | Charles Harmon    |      |
| 1988 | Negatives                         | Paul              |      |
| 1988 | Fright House                      | Charles Harmon    |      |
| 1989 | Besos de sangre                   | Simon Little      |      |